# Децим Лелий Балб
Вижте пояснителната страница за други личности с името Децим Лелий Балб.
Децим Лелий Балб (на латински: Decimus Laelius Balbus) e политик на ранната Римска империя.

## Биография
Той произлиза от клон Балб на фамилията Лелии. Баща му и дядо му се казват Децим.
Балб e quindecimviri и организира Секуларски игри през 17 пр.н.е. През 6 пр.н.е. e консул заедно с Гай Антистий Вет.

## Деца
- Децим Лелий Балб (суфектконсул 46 г.).